# Sally Binford
Sally Binford, née Sally Rosen en 1924 à New York et morte en janvier 1994, est une archéologue, préhistorienne et féministe américaine. Elle a contribué aux côtés de son mari, Lewis Binford, à la création du courant de pensée de l'archéologie processuelle.
Elle a publié certains de ses articles et ouvrages sous le nom de Sally R. Schanfield.

## Jeunesse
Sally Rosen nait en 1924 à Brooklyn, de parents juifs, Morris A. Rosen et Lillian D. Rosen. Janet Clinger a publié un recueil d'entretiens avec Sally intitulé « Our Elders, Six Bay Area Life Stories ». Dans ces entretiens, Sally déclare que ses parents étaient racistes. L'un de ses premiers actes forts est d'avoir eu le béguin pour un garçon chinois en deuxième année de l'école élémentaire.
Sous l'impulsion de ses parents, Sally commence ses études au Vassar College, dans l'État de New York, en 1942. En 1943, elle abandonne ses études contre la volonté de ses parents. Après avoir travaillé pendant deux ans, elle décide de suivre le programme de premier cycle de l'université de Chicago. Elle se marie et a un enfant, Susan, mais divorce peu après en 1950.

## Carrière académique
En 1962, elle soutient une thèse de doctorat à l'université de Chicago, au département d'anthropologie. Sa thèse est intitulée The Middle Pleistocene of the Western and Central Sahara (« Le Pléistocène moyen du Sahara central et occidental »). Le corps enseignant est alors entièrement masculin et Sally Binford a le sentiment de ne pas être prise au sérieux et d’être victime de discrimination sexiste en tant qu’étudiante et mère célibataire.
Sally enseigne à l'université de Californie à Los Angeles aux côtés de Lewis Binford. Parmi ses étudiants figure Michael Brian Schiffer.

## Travaux
En 1966, Sally prend part à la fouille du site moustérien de la grotte de Shubbabiq, en Israël, avec Francis Clark Howell,, et à celle de l'abri de Combe-Grenal, en France, avec Lewis Binford entre 1966 et 1968,. Elle étudie les outils lithiques trouvés en Israël sous la supervision de François Bordes, au Laboratoire de Préhistoire de l'université Bordeaux-I,.

## Démarche scientifique

### Archéologie processuelle
Sally Binford est la cofondatrice du mouvement de l'archéologie processuelle, qui vise à rendre l'archéologie plus scientifique avec des preuves explicites et des techniques quantitatives. Ce mouvement utilise également de nouvelles technologies dans un ensemble d’approches archéologiques. Pour Don S. Rice, cette approche vise par exemple à expliquer pourquoi les évènements historiques se produisent, plutôt que de simplement prouver qu'ils se sont produits.
Sally Binford a cofondé le mouvement avec son mari de l'époque, Lewis Binford, mais le crédit de son implication lui a souvent été contesté. Sally et Lewis ont co-écrit New Perspectives in Archaeology (1968), issu d'un colloque tenu en 1965 à Denver lors de la conférence annuelle de l'American Anthropological Association. Son succès est lié aux talents d'auteur de Sally,. Un article de 1966 sur les industries lithiques moustériennes de type Levallois est l'une des premières applications des statistiques multivariées en archéologie.

### Débat Bordes-Binford
Dans les années 1960, elle et Lewis ouvrent un débat avec François Bordes au sujet de sa description taxonomique des anciens assemblages d'outils en pierre taillée de la période moustérienne en France. Il est connu sous le nom de débat Bordes-Binford,,. Ce débat a révélé les divergences théoriques et pratiques entre les archéologues européens et américains. Les résultats du débat ont radicalement modifié la pratique de l’archéologie paléolithique dans les deux camps.
Sally quitte à la fois la préhistoire et Lewis Binford en 1969.

## Féminisme
Sally Binford devient une pionnière importante de la libération sexuelle et du féminisme dans les années 1970 et 1980. Pendant plusieurs années, elle a une relation avec une femme, Jan. Elle publie des articles féministes sur l'anthropologie et la politique moderne. Sally co-organise la première Old Lesbian Conference à San Francisco en 1989,.
Sally Binford se suicide à l'âge de 69 ans en janvier 1994.

## Postérité
En 2009, l'artiste Gabriella Ripley-Phipps organise un évènement participatif et une installation vidéo multimédia, The Archival Dinner Party, en hommage à Sally Binford. À partir d'archives de ses proches, l'artiste fait resurgir ce qui leur rappelle leur amie disparue.

## Publications choisies
- Binford, S.R. 1982. "Myths and matriarchies". In C. Spretnak (1982). The Politics of Women's Spirituality
- Binford, S.R. 1982. "Counter-response". In C. Spretnak (1982). The Politics of Women's Spirituality, p. 558–59
- Binford, S.R. & Binford, L. 1969. "Stone Tools and Human Behavior". Scientific American 220(4) p. 70–87
- Binford, S.R. & Binford, L. 1968. New Perspectives in Archaeology, Chicago, Aldine Publishing
- Binford, S.R. 1968. "Early Upper Pleistocene Adaptations in the Levant". American Anthropologist 70(4) p. 707–717
- Binford, S.R. 1968. "Ethnographic Data and Understanding the Pleistocene". In R. B. Lee and I. DeVore (dir.), Man the Hunter, Chicago (Aldine Publishing Company), p. 274–275
- Binford, S.R. 1968. "Variability and change in the Near Eastern Mousterian of Levallois facies". In New Perspectives in Archaeology
- Binford, L. & Binford, S.R. 1966. "The predatory revolution: a consideration of the evidence for a new subsistence level", American Anthropologist 68(2) p. 508–512
- Binford, L. & Binford, S.R. 1966. "A Preliminary Analysis of Functional Variability in the Mousterian of Levallois Facies". American Anthropologist 68(2) p. 238–295
- Binford, S.R. 1966. "Me'arat Shovakh (Mugharet esh-Shubbabiq)". Israel Exploration Journal 16(1) p. 18–32